# (15086) 1999 CH60
A (15086) 1999 CH60 egy kisbolygó a Naprendszerben. A LINEAR projekt keretében fedezték fel 1999. február 12-én.